# Gustav Albert Sauppe
Gustav Albert Sauppe (* 3. März 1802 in Kayna bei Zeitz; † 6. Februar 1870 in Liegnitz) war ein deutscher klassischer Philologe und Gymnasialdirektor.

## Leben
Gustav Albert Sauppe war das fünfte Kind des Pfarrers Johann August Sauppe (1761–1809) und der Karoline Louise, geb. Günther. Er besuchte von 1812 bis 1820 das Stiftsgymnasium zu Zeitz und studierte anschließend Klassische Philologie an der Universität Leipzig. Hier regte ihn der Professor Gottfried Hermann besonders zur Beschäftigung mit der griechischen Literatur und Sprache an. Nach der Promotion und dem Staatsexamen (1824) ging Sauppe nach Torgau, wo er provisorisch die Subrektorstelle des Gymnasiums verwaltete. Ostern 1825 wurde er offiziell mit der Stelle betraut, nach einigen Jahren zum Konrektor befördert und schließlich 1843 zum Rektor ernannt. Unter seinem zehnjährigen Rektorat nahm das Gymnasium einen gewaltigen Aufschwung. 1852 wurde es um eine Realabteilung erweitert. Weil Sauppe mit seiner Tätigkeit die Aufmerksamkeit des Ministeriums gewonnen hatte, wurde er 1853 mit der Leitung der Ritterakademie in Liegnitz betraut. Nach neun Jahren trat er in den Ruhestand und widmete sich seinen Forschungen, bis er am 6. Februar 1870 starb.
Sauppe war ein profunder Kenner des griechischen Historikers und Fachschriftstellers Xenophon. Er veröffentlichte kritische Ausgaben mehrerer einzelner Werke: Memorabilien (1834), Das Staatswesen der Lakedämonier (1838), Über die Reitkunst (1838), Kynegetikos (1838), Symposion (1841), Hieron (1841) und Agesilaos (1841). Zu seinem Alterswerk zählt die dreibändige Gesamtausgabe des Xenophon (1867–1871) und der Lexilogus Xenophonteus (1869), ein Xenophon-Wörterbuch; außerdem zwei weitere Schriften, Bilder des Alterthums (1868) und Wanderungen auf dem Gebiete der Sprache und Litteratur (1888).